# 沃蒙特勒伊
沃蒙特勒伊（法語：Vaux-Montreuil，法語發音：[vo mɔ̃tʁœj]）是法国阿登省的一个市镇，属于勒泰勒区。

## 地理
沃蒙特勒伊（49°34'37"N, 4°33'47"E）面积8.35 平方千米，位于法国大東部大區阿登省，该省份为法国北部内陆省份，西接埃纳省，南至马恩省，东临默兹省，北与比利时接壤。
与沃蒙特勒伊接壤的市镇（或旧市镇、城区）包括：谢努瓦-欧邦库尔、阿尼库尔、皮瑟、索尔斯-蒙克兰。
沃蒙特勒伊的时区为UTC+01:00、UTC+02:00（夏令时）。

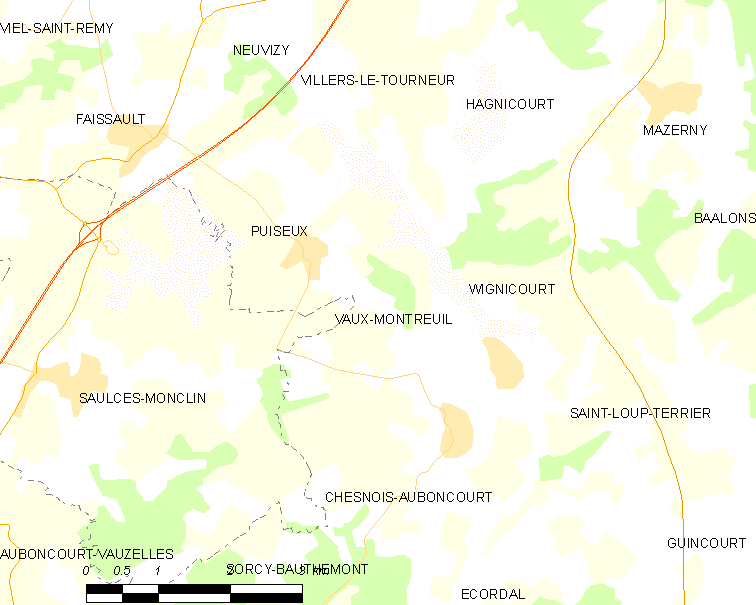
沃蒙特勒伊的OSM定位图

## 行政
沃蒙特勒伊的邮政编码为08270，INSEE市镇编码为08467。

## 政治
沃蒙特勒伊所属的省级选区为锡尼拉拜县。

## 人口

1962-2008年间沃蒙特勒伊人口变化图示

沃蒙特勒伊于2022年1月1日时的人口数量为108人。